# More Betterness!
More Betterness! is het vijfde studioalbum van de Amerikaanse punkband No Use for a Name. Het werd door Fat Wreck Chords uitgegeven op 5 oktober 1999. 
Het nummer "Fairytale of New York" is een cover van The Pogues. Cinder Block (van de band Tilt) zingt de vrouwelijke zangpartijen voor de versie van het nummer op dit album. De vroegste versie van het nummer is echter opgenomen met Meegan Lair van de punkband Soda. Deze versie verscheen later op het verzamelalbum Rarities Vol. 1: The Covers (2017).

## Nummers
Alle nummers zijn geschreven door Tony Sly, behalve waar anders staat vermeld.
1. "Not Your Savior" - 3:45
2. "Life Size Mirror" - 3:10
3. "Chasing Rainbows" - 2:49
4. "Lies Can't Pretend" - 2:48
5. "Why Doesn't Anybody Like Me?" - 3:09
6. "Sleeping In" - 3:06
7. "Fairytale of New York" (Jem Finer, Shane MacGowan) - 4:04
8. "Pride" - 3:06
9. "Always Carrie" - 2:46
10. "Let It Slide" - 2:15
11. "Six Degrees from Misty" - 2:39
12. "Coming Too Close" - 3:18
13. "Saddest Song" - 4:00
14. "Room 19" - 3:20

## Band
- Tony Sly - zang, gitaar
- Chris Shiflett - gitaar
- Matt Riddle - basgitaar
- Rory Koff - drums